# Machilus decursinervis
Machilus decursinervis är en lagerväxtart som beskrevs av Woon Young Chun. Machilus decursinervis ingår i släktet Machilus och familjen lagerväxter. Inga underarter finns listade i Catalogue of Life.